# 博慈会記念総合病院
博慈会記念総合病院（はくじかいきねんそうごうびょういん）は、東京都足立区にある医療機関で、一般財団法人博慈会によって運営されている。東京都の災害拠点病院に指定されている。

## 診療科

### 内科系診療科
- 第１内科（呼吸器科）
- 第２内科（消化器科）
- 第３内科（循環器科）
- 第４内科（糖尿病科）
- 第５内科（神経内科）
- 第７内科（腎臓内科）
- 放射線科
- 小児科

### 外科系診療科
- 外科
- 乳腺科
- 整形外科
- 脳神経外科
- 形成外科
- 耳鼻咽喉科
- 眼科
- 皮膚科
- 泌尿器科
- 麻酔科
- 歯科・矯正歯科・口腔外科

## 医療機関の指定等
- 保険医療機関
- 救急告示医療機関
- 労災保険指定医療機関
- 指定自立支援医療機関（精神通院医療）
- 身体障害者福祉法指定医の配置されている医療機関
- 生活保護法指定医療機関
- 医療保護施設
- 結核指定医療機関
- 原子爆弾被害者医療指定医療機関
- 公害医療機関
- 東京都災害拠点病院
- 臨床研修病院
- DPC対象病院

## グループ施設
- 一般財団法人博慈会
  - 長寿リハビリセンター病院
  - 博慈会腎クリニック
  - 博慈会医療連携患者支援センター
  - 博慈会居宅介護支援事業所
  - 博慈会田園クリニック
  - 老人病研究所
  - 博慈会高等看護学院

## その他
- 紹介状がない場合の保険外併用療養費は1,080円である。
- 大規模な建て替えにより、本館・別館・南館の三棟に分かれ、各棟は３階部分の空中歩廊で連結されている。
- タッチパネルによる受付清算システム
- 病院内にローソン（本館）あり。
- ローソンとは別に、「まちカフェ」ブランドのカフェも併設（別館）→2021年廃止。
- 運営法人である一般財団法人博慈会にはプロトライアスリートの細田雄一とスピードスケートの加藤条治が所属している。

## 交通アクセス
- 東武鉄道（伊勢崎線・大師線）西新井駅西口より

東武バスセントラル西07都市農業公園行・国際興業バス赤23荒川大橋経由赤羽駅東口行で鹿浜下車
東口より足立区コミュニティバスはるかぜ鹿浜都市農業公園行で鹿浜下車、徒歩1分
- 日暮里・舎人ライナー 西新井大師西駅より国際興業バス赤23赤羽駅東口行・足立区コミュニティバスはるかぜ鹿浜都市農業公園行で鹿浜下車、徒歩1分
- 赤羽駅（JR東日本）東口、東京メトロ南北線・埼玉高速鉄道線 赤羽岩淵駅より国際興業バス赤23荒川大橋経由西新井駅行で鹿浜下車、徒歩1分
- 川口駅（JR京浜東北線）東口より国際興業バス川21鹿浜領家循環で鹿浜下車、徒歩1分
- 西新井駅西口、赤羽駅東口、川口駅東口から病院への送迎バスあり（日曜・祝日を除く）